# جرمایا ام. الدفادر
جرمایا ام. الدفادر (به انگلیسی: Jeremiah M Oldfather) (زاده ۶ اکتبر ۱۸۴۱ در لوئیسبرگ اوهایو - درگذشته ۸ می ۱۹۱۰ در هانوفر) کشیش و مبلغ مذهبی (میسیونر) پروتستان اهل ایالات متحده بود که به مدت هجده سال از ۱۸۷۲ تا ۱۸۹۰ در ایران اقامت داشت.

## زندگی‌نامه
در سال ۱۸۴۱ در نزدیکی لوئیسبرگ اوهایو به دنیا آمد. او ضمن شرکت در جنگ داخلی آمریکا تحصیلاتش را در «کالج مذهبی هایدلبرگ» و دانشگاه اوهایو ادامه داد و نهایتاً در سال ۱۸۶۹ در رشته دکتری الهیات فارغ‌التحصیل شد. او در سال ۱۸۷۲ با فلیشیا نارسیسا ریس (۱۹۴۱–۱۸۴۸) ازدواج کرد. او به عنوان هیئت میسیونرهای پرسبیتری در خارج از ایالات متحده، در ۲۹ اکتبر ۱۸۷۲ برای مأموریت مذهبی به عنوان میسیونر به ارومیه سفر نمود. او همچنین در سال ۱۸۸۶ به به تبریز رفت. جرمایا و همسرش فلیشیا صاحب ۵ فرزند شدند به نام‌های ویلیام آبوت، چارلز هنری، غیره.